# Józef Konstanty Ramotowski
Józef Konstanty Ramotowski, né le 12 avril 1812 à Tykocin et mort le 20 juillet 1888 à Saumur (France), est un patriote polonais émigré en France, partisan de l'Insurrection de novembre (1830) et de l'insurrection de janvier (1863).

## Biographie

### Origine et jeunesse
Józef Konstanty Ramotowski est issu d'une famille de la petite noblesse de Mazovie. En 1830, il entre à la Faculté de Droit et d'Administration de Varsovie (pl) alors qu'éclate l'Insurrection de novembre.

### Insurrection de Novembre 1830
En 1830, il est diplômé de l'école provinciale de Łomża et s'inscrit à la faculté de droit et d'administration de l'université de Varsovie au moment où éclate l'Insurrection de novembre 1830. Il participe peut-être à la prise d'assaut de l'Arsenal royal de Varsovie.
Il rejoint la Légion Académique de Varsovie, puis le 2ème Régiment d'Infanterie de Ligne du Royaume du Congrès. Il prend part à la bataille de Wawer. Il reçoit la Croix d'argent de l'Ordre de la vertu militaire et est promu sous-officier. Il suit le parcours du 2e Régiment. Il est blessé lors de la bataille de Tykocin, sa ville natale. Le soulèvement de Novembre 1830 se terminera avec le corps d'armée de Rybicki, se réfugiant entièrement en Prusse. Avant de franchir la frontière, il est promu au grade de sous- lieutenant. Il a quitté la Prusse et a voyagé en passant par Poznań et Dresde avant de gagner la France.

### Emigration en France
Le 18 juillet 1832, il est à Strasbourg et partage alors le sort de tous les rescapés de soulèvement polonais, ballotés dans les différents centres de réfugiés de Châteauroux, Bourges, Mortain, Rouen, Rennes et Laval.
En 1835, il rencontre Constance Aline Guesdon de Beauchesne, veuve d'Henri de La Broise. Ils se marient le 7 janvier 1836 et s'installent à Désertines dans la Mayenne au manoir de la Grande Haie. Faisant désormais partie de la noblesse locale, il est vice-président de la Chambre d'agriculture et capitaine de la Garde nationale. Contrairement à plusieurs émigrés polonais, il est naturalisé français sans peu de difficultés pour services rendus à l'agriculture comme président du comice agricole de Landivy, contrairement par rapport à Adam Mickiewicz, qui fera plusieurs fois cette demande.
Il est également membre de la Société démocratique polonaise (pl), l'un des principaux partis politiques de la grande émigration, créé à Paris le 17 mars 1832.
En 1856, il signe une déclaration d'émigration rejetant l'amnistie du tsar.

### Insurrection de Janvier 1863
En 1862, il quitta la France et se rendit en Lituanie près de Rosień – probablement chez l'un de ses frères – et là, il se prépara au soulèvement. La même année, son fils Léopold Thadée est diplômé de l'école militaire et reçoit le grade de sous-lieutenant dans la cavalerie de l'armée française.
Il adopta le pseudonyme « Wawer » en mémoire de la bataille de 1831 et rejoignit l'unité « Zameczek » de Władysław Cichorski combattant en Podlasie lors de l'Insurrection de Janvier. En mars 1863, il reçut l'ordre de former sa propre unité. L'unité a été formée dans sa région, dans le nord-est de la Mazovie. Malgré un armement médiocre, il a mené de nombreux affrontements et batailles contre les troupes russes. Il sera promu au grade de colonel dans l'armée polonaise.
Il a combattu sous des fortunes diverses à Białaszewo, Jaświły (Wielki Jaszwily), Jastrzębna, Balinka, Czarnybród, Kadysz, Gruszki, Kozi Rynek, Radziłów et Sieburczyn. Son souvenir est celui d'un commandant compétent, d'un bon cavalier, et aussi d'un homme qui aimait bien manger et bien boire en bonne compagnie. La légende indique qu'il aurait ordonné de porter derrière lui des caisses de champagne provenant de France. Il était soutenu financièrement par l'une des familles les plus riches de ces régions - la famille Kisielnicki. Au domaine des Kisielnicki à Korzeniste, où il attendait une livraison d'armes de la province de Prusse-Orientale, il fut encerclé par les Russes, mais a réussi à s'en sortir. Le 14 juillet 1863, il subit avec son unité une défaite à Rząśnik : l'unité est dispersée, mais Wawer la reforme à nouveau. La prochaine défaite près de Novgorod conduit à la dissolution de l'unité. En août, il organisa à nouveau l'unité, mais le 3 septembre, elle fut démantelée à nouveau près de Strzelcowizna. Ne voyant aucune possibilité de poursuivre le combat, il dissout l'unité et se réfugie en Prusse orientale. Cette démarche a été considérée par le gouvernement polonais comme une désertion, et Wawer a été condamné à mort par un jugement par défaut de la cour martiale. Un peu plus tard, cette sentence sera annulée. En décembre 1863, Wawer rentre en France.

### Pour la France et ses dernières années
On retrouve Waver au déclenchement de la guerre franco-prussienne de 1870 à Désertines. Il est alors capitaine de la 9ème compagnie de la Garde Nationale Mobilisée de la Mayenne.
Le 27 octobre 1870, il est promu lieutenant-colonel et devient commandant de la 2e Légion de la Garde nationale mobile de la Mayenne (arrondissement de Mayenne). Il organisa cette unité et participa probablement à la bataille du Mans, puis assura le repli des unités françaises jusqu'à la ligne sur la Mayenne. Il a défendu la ville de Beaumont-sur-Sarthe.
On le retrouve à l'armistice sur la ligne de défense à quelques dizaines de kilomètres seulement de Désertines. Dans cette guerre, son fils, Léopold Thadée, participa également, d'abord en tant que lieutenant du 8e régiment de tirailleurs à cheval, puis, après s'être évadé de la captivité prussienne, en tant que capitaine du 6e régiment de tirailleurs à cheval.
En remerciement à la Vierge Marie d'avoir sauvé la vie de tous les membres de la famille, Constance a érigé une chapelle à Désertines connue sous le nom de chapelle Ramotowska. En 1876, Constance Aline meurt et Wawer quitte Désertines et s'installe à Paris.
Il a été actif dans les sociétés d'anciens combattants polonais, a organisé des collectes de fonds pour les pensions des anciens insurgés et a finalement utilisé cette pension lui-même. Le fils de Léopold Thadée combattait en Afrique du Nord au Maroc et en Algérie à cette époque, commandant des unités de cuirassiers, de fusiliers à cheval et de spahis, il rentre en France en 1884 et est nommé chef de l'instruction à l'école de cavalerie de Saumur, Józef Konstanty s'y installa également et y mourut en 1888. Son corps fut transporté à Mortain où il est enterré.
Léopold Thadée Ramotowski poursuit sa carrière militaire. Il devint chevalier de la Légion d'honneur, commanda un régiment de hussards et de tirailleurs à cheval jusqu'à ce qu'il soit finalement promu au grade de général de brigade et commandant d'une brigade de cuirassiers. En 1903, il quitte le service en étant affecté au Comité Technique de la Cavalerie à Paris. Il achète alors une tombe au cimetière de Montparnasse et ordonne l'exhumation des corps de ses parents et leur réinhumation à Montparnasse.

## Mariage et descendance
De son mariage avec Constance, Joseph a 5 enfants : des jumeaux (morts à la naissance), Marie Leokadia (1837), Arthur Joseph Anne (1840-1850) et Léopold Thadée (1841-1921), général de brigade dans l'armée française.

## Sources
1. ↑  Bernard Sonneck, 1870-1871, La guerre franco-prussienne et la Mayenne

- (pl) Cet article est partiellement ou en totalité issu de l’article de Wikipédia en polonais intitulé « Józef Konstanty Ramotowski » (voir la liste des auteurs).